# Noddy Holder

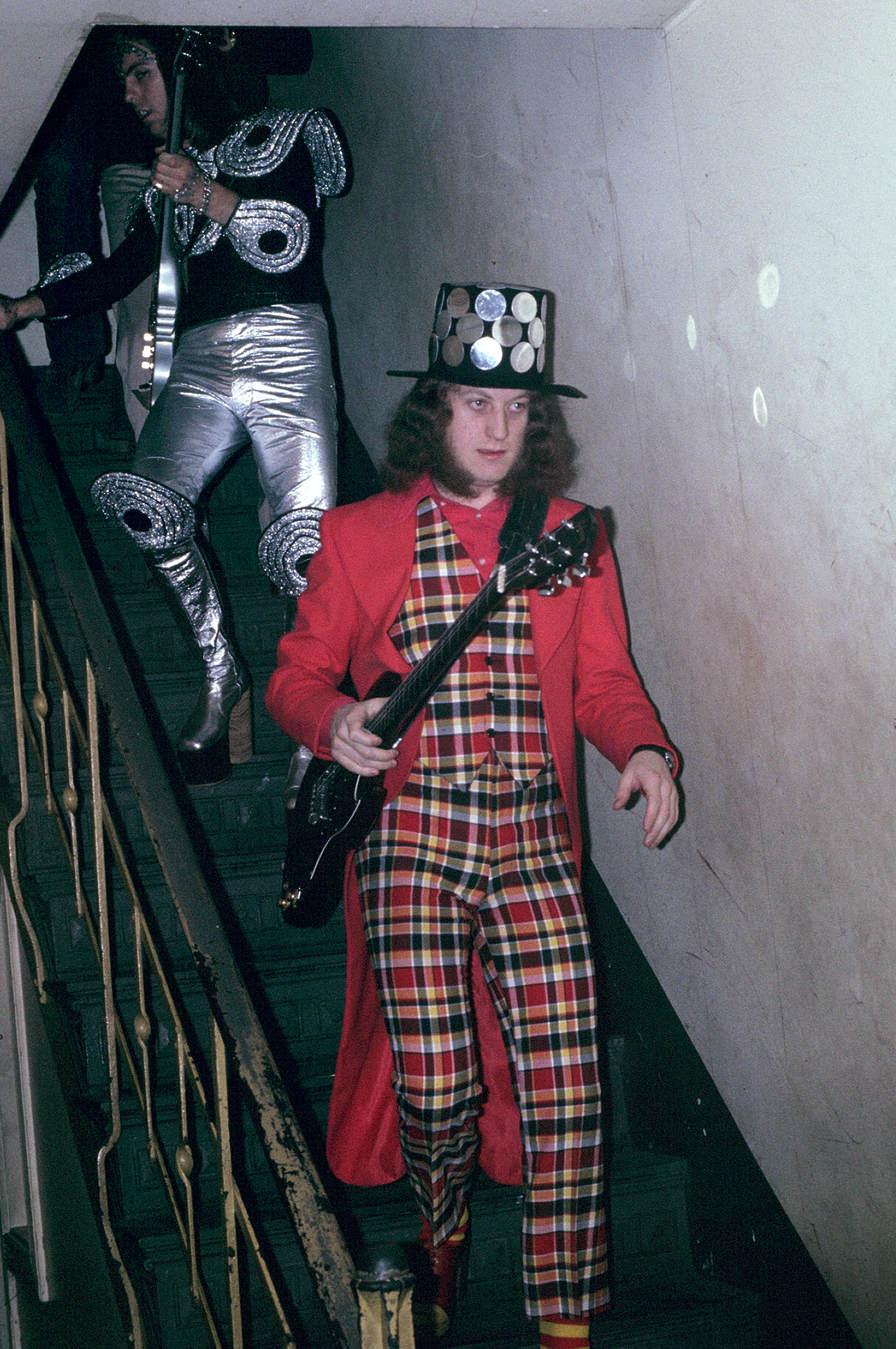
Noddy Holder in typischem Bühnenoutfit 1973

Noddy Holder (* 15. Juni 1946 als Neville John Holder in Walsall, Vereinigtes Königreich) ist ein britischer Musiker. Er ist Gründungsmitglied der Glam-Rock-Band Slade, deren Leadsänger und Rhythmusgitarrist er bis 1992 war.

## Kindheit und Jugend
Holder wuchs in Walsall auf. Er gründete 13-jährig die Schülerband The Rockin' Phantoms. Mit Steve Brett & the Mavericks nahm er vier Singles auf.
Mit dem Van seines Vaters fuhr Holder den befreundeten Robert Plant und dessen Band zu Gigs.

## Slade
1966 traf Noddy Holder Don Powell, den Schlagzeuger der Band The N’Betweens und wurde Leadsänger der Band, die sich 1969 in Ambrose Slade umbenannte.
Mit Jim Lea schrieb Holder das Gros des Songmaterials von Slade, darunter ihre erfolgreichsten Hits Far Far Away, Everyday und Merry Xmas Everybody.
Mit 21 Top-Twenty-Hits, sechs davon Nummer 1, vier Nummer 2 und zwei Nummer 3, waren sie eine der erfolgreichsten britischen Bands der 1970er Jahre.
1992 verließ Noddy Holder Slade, um sich künstlerisch umzuorientieren.

## Nach Slade
Seit seinem Band-Aus konzentrierte sich Holder auf TV und Radio. So spielte er in der Serie The Grimleys die Rolle des Neville Holder. In der Serie sang er Akustikversionen seiner Hits. Zudem hatte er Dutzende Gastauftritte in Serien und Shows, etwa in der Coronation Street oder mehreren Quiz-Shows.
Holder moderierte acht Jahre lang unregelmäßig eine Kolumne in der Radcliffe and Maconie Show auf BBC-Radio.
2000 erhielt er den MBE aufgrund seiner Verdienste in der britischen Musik.

## Privatleben
Holders erste Ehe wurde 1984 nach acht Jahren geschieden. Er heiratete 2004 zum zweiten Mal. Holder ist Vater zweier Töchter und eines Sohnes.

## Einfluss
Holder gilt als  einflussreicher Rocksänger und inspirierte einige Sänger des Hard-Rock-Genres.
Ozzy Osbourne etwa nannte ihn mehrmals seinen Lieblingssänger.
1974 wurde Holder in der Record and Radio Mirror Poll auf Platz zwei der besten britischen Sänger gewählt, 1976 auf Platz acht.
1980 fragte AC/DC Holder an, ob er der neue Leadsänger der Band werden wolle, was er ablehnte.